# Lemmeria digitalis
Lemmeria digitalis är en fjärilsart som beskrevs av Augustus Radcliffe Grote 1882. Lemmeria digitalis ingår i släktet Lemmeria och familjen nattflyn. Inga underarter finns listade i Catalogue of Life.